# Mather Air Force Base

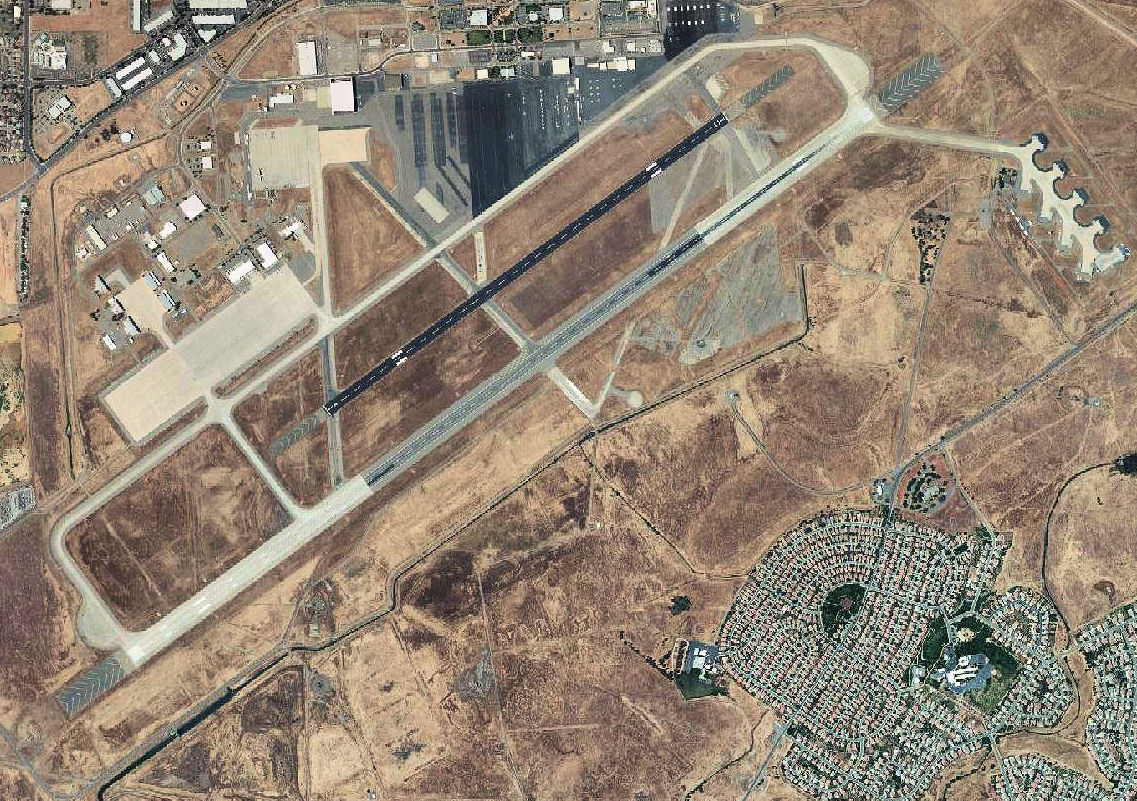
Mather Air Force Base.

La Mather Air Force Base, nommé également Mather Field, est une ancienne base aérienne de l'United States Air Force (USAF) située à l'est de Sacramento en Californie.
Fermée en 1993, le site a rouvert sous la forme d'un aéroport civil : le Sacramento Mather Airport.